# Martin Wegelius
Martin Wegelius (Helsingfors, avui Hèlsinki, 10 de novembre de 1846 - 22 de març de 1906) fou un compositor finlandès.
Estudià filosofia en la seva ciutat natal i aconseguí el grau de magister. Durant els seus estudis cultivà assíduament la música, que constituïa la seva vocació, i en acabar-los ja era director de l'Associació Acadèmica de cant. El 1870-71 estudià música a Viena amb Bibl i després a Leipzig amb Richter i Paul; el 1878 fou nomenat director d'orquestra de l'Òpera finesa a Helsingfors i director del Conservatori entre els seus deixebles destacaren Sibelius, Jaernefelt, Palmgren, Melartin, etc.
Com a compositor se li deuen peces per a piano i orquestra; una balada per a tenor i orquestra; Mignon per a soprano i orquestra; El 6 de maig, cantata; La Nativitat, cantata i altres obres vocals. A més se li deuen, les obres teòriques Lärobok i allman Musiklära och Analys (1888-89); una Història de la Música (1891-93) i un Curs d'entonació.